# 蓬特亚雷亚斯
蓬特亚雷亚斯，是西班牙加利西亚自治区蓬特韦德拉省的一个市镇。 总面积126平方公里，总人口19.011人（2001年），人口密度151人/平方公里。